# Kid Frost
Arturo Molina Junior dit Kid Frost (né le 31 mai 1964 à Los Angeles) est un rappeur chicano qui a grandi dans l'immense quartier mexicain d' East Los Angeles. Au milieu des années 80, Kid Frost sort ses premiers titres : Rough Cut avec DJ Yella à la production et Terminator. 
En 1990, son titre La Raza le rend célèbre auprès de la fameuse "Raza" (la diaspora mexicaine) mais aussi auprès des autres Latinos ainsi que des Afro-Américains. Sur sa lancée, il sort l'album Hispanic Causing Panic avec, entre autres, les collaborations de Julio G et Tony G mais aussi d'un jeune DJ, Battlecat. Cet album sera un des tout premiers à mixer culture latino, samples salsa et mexicains et la street reality propre au gangsta rap.
Frost est le père de producteur de musique : Scoop Deville

## Discographie

### Studio albums
- Hispanic Causing Panic (1990)
- East Side Story (1992)
- Smile Now, Die Later (1995)
- When Hell.A. Freezes Over (1997)
- That Was Then, This Is Now, Vol. 1 (1999)
- That Was Then, This Is Now, Vol. 2 (2000)
- Still Up in This Shit! (2002)
- Welcome to Frost Angeles (2005)
- Till the Wheels Fall Off (2006)
- All Oldies (2011)
- All Oldies II (2012)
- Old School Funk (2013)
- The Good Man (2013)

### Collaboration albums
- Latin Alliance avec Latin Alliance (1991)
- Velvet City avec Latino Velvet (2000)